# Casa de la Lactància
La Casa de la Lactància és un edifici modernista ubicat a la Gran Via de les Corts Catalanes, 475-477 de Barcelona, catalogat com a bé cultural d'interès local.

## Història
Va ser projectat el 1907 per l'arquitecte Antoni de Falguera i Sivilla, si bé fou Pere Falqués i Urpí que dirigí les obres com a arquitecte municipal i també signà el projecte. La primera pedra fou col·locada el 13 de gener, i l'aparell decoratiu fou realitzat per l'escultor Eusebi Arnau i Mascort i el mosaïcista Lluís Brú i Salelles. L'obra, materialitzada entre 1908 i 1913, fou contractada per l'Ajuntament de Barcelona amb la finalitat de donar assistència, per mitjà del mecenatge social, als infants de les famílies desafavorides.
L'any 1968, l'edifici fou àmpliament reformat, donant lloc a la remunta d'un àtic reculat respecte la façana i a un sistema de comunicació entre plantes completament nou. Entre 2014 i 2016, Joan Pascual i Ramon Ausió van restaurar l'edifici antic i la remunta del 1968. En l'actualitat, allotja la residència Francesc Layret, centre geriàtric de l'Institut Català d'Assistència i Serveis Socials (ICASS).

## Descripció

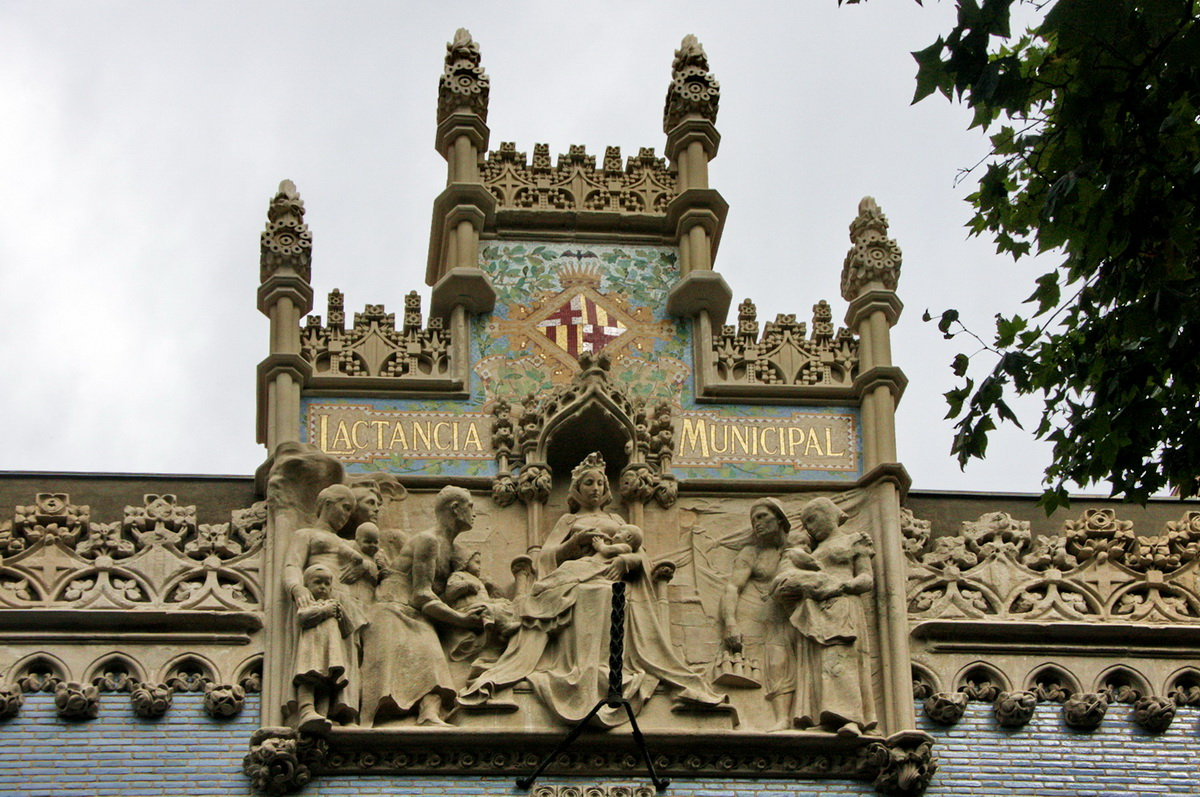
Escultura al frontó d'Eusebi Arnau

De planta rectangular amb un cos adossat en diagonal per la part posterior, comprèn semisoterrani, planta baixa, un pis, àtic reculat i terrat. Depassant la línia de cornisament, un frontó escalonat corona el cos central que articula la façana de l'edifici. L'accés principal dona pas a una àmplia zona de vestíbul-celobert central de dos nivells d'alçada. Al fons d'aquest celobert cobert per una claraboia hi ha la caixa de l'escala i l'ascensor, fruit de les darreres reformulacions de l'edifici. Amb tot, l'edifici s'inclou estilísticament dins del modernisme d'arrel gotitzant.
La façana de la casa estructura les obertures en eixos verticals i horitzontals de ritme regular. Les quatre finestres quadrangulars del semisoterrani perforen el basament de l'edifici, amb un contraplacat petri pulimentat. Al bell mig de la façana, fixant el seu eix de simetria, s'hi ubica la porta d'accés a l'edifici, consistent en un arc de pedra rebaixat sobre feixos de columnelles i coronat amb un guardapols conopial ornat a base de goles vegetals i reposant sobre mènsules esculpides. Els relleus de dites mènsules representen un infant amb un biberó i un infant amb un barret de cop i una nina xumant-se el dit. A la imposta de l'arc neix un fris esculpit amb roses en relleu que emmarca la part baixa de la façana, acabada amb carreus regulars de pedra, i uneix les impostes de la resta de finestres de la planta baixa. Aquestes finestres, com les de la primera planta, son rectangulars i presenten llindes i muntants motllurats, protegides sota guardapols amb mènsules vegetals. El terç superior de la façana destaca pel revestiment a base de maons de ceràmica vidrada de color blau cel. Sobre el portal principal s'hi obre una finestra coronella d'arcs trilobulats amb mainells de capitell floral i amb quatre medallons als carcanyols, representant busts de dones joves. Sobre aquesta finestra hi reposa un gran frontó escalonat que conté un relleu petri d'Eusebi Arnau que representa Barcelona entronitzada alletant un infant, flanquejada per obrers i pescadors que apel·len a la seva caritat oferint els seus nadons. Damunt la fornícula que protegeix la imatge entronitzada hi ha un mosaic amb l'escut caironat de la ciutat i la inscripció «Lactancia Municipal». L'edifici queda rematat per un cornisament a base d'arquets ogivals cecs i una cresteria que alterna, entre rams de flors, els escuts caironats de Sant Jordi i les quatre barres.
El vestíbul i el Saló Central són els espais que millor conserven la seva fesonomia original. El vestíbul, un petit espai quadrangular al que s'accedeix des del portal principal, conté l'escala que mena vers la planta baixa, realitzada amb mosaics geomètrics vicolors i la petja de marbre gris. Els murs d'aquesta estança estan revestits de morter que, a l'altura del forjat, es converteixen en esgrafiats a bas de rams de flors. Al final de l'escala s'hi obre un gran arc de perfil ondulant i amb els muntants esculpits en forma d'arbre. Entre el fullatge apareixen els busts d'un home i d'una dona de la que sorgeixen branques amb ponzelles de flors que son, en realitat, busts d'infants.
Creuant aquesta porta s'accedeix al saló central, un gran vestíbul de dos pisos d'alçada i cobert amb una claraboia al voltant del qual es distribueixen totes les estances de la casa. Aquest espai destaca per l'excel·lent treball en mosaic obra de Lluís Brú que recobreix, amb llurs colors pastel, el terra, els arrimadors i les llosanes de la tribuna superior, formant decoracions geomètriques i garlandes de llorer. La primera planta s'obre a aquest saló central per mitjà d'una tribuna contínua tancada per una barana de ferro forjat i passamans de llautó daurat. Conserva la fusteria original, amb llurs banderes tancades amb vitralls, i també els llums originals. Tanmateix, l'element més interessant és la claraboia superior, sostinguda amb perfils metàl·lics treballats i que ha perdut els vitralls que la cobrien. Es conserva, però, el fris de vitralls sobre el que reposa i els tancaments laterals de la doble vertent.

## Galeria

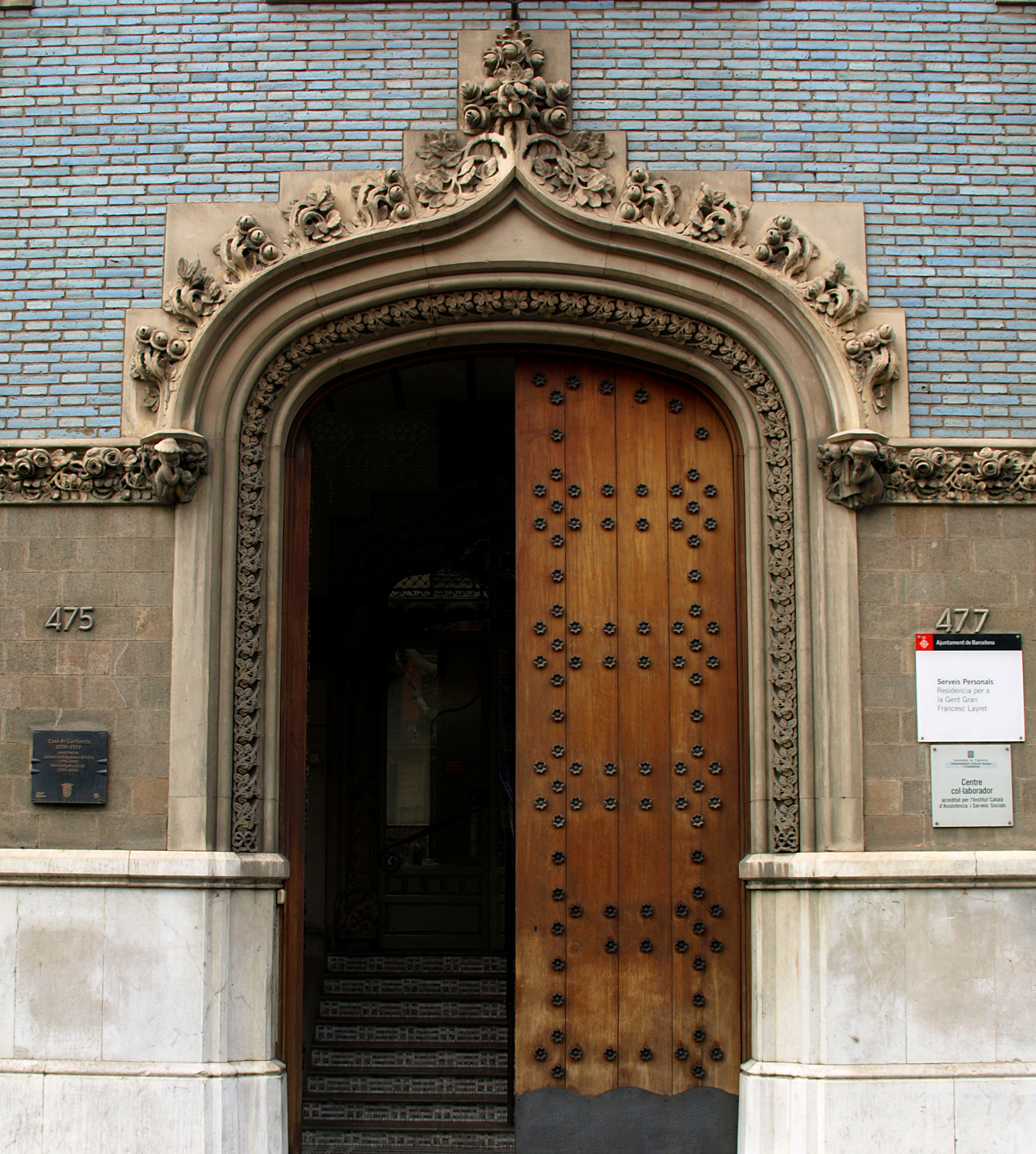
Porta principal neogòtica
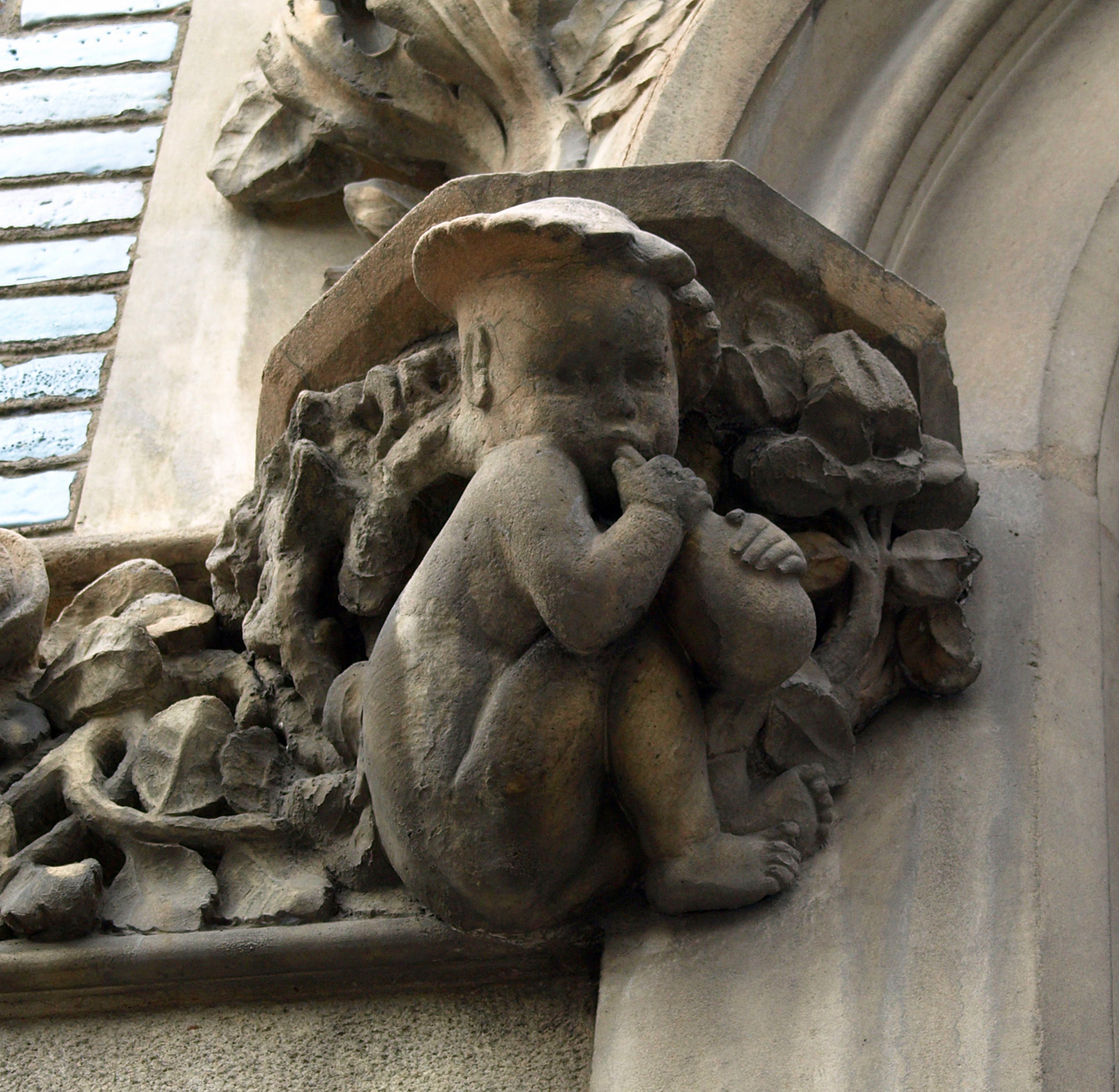
Al·legoria de la infantesa
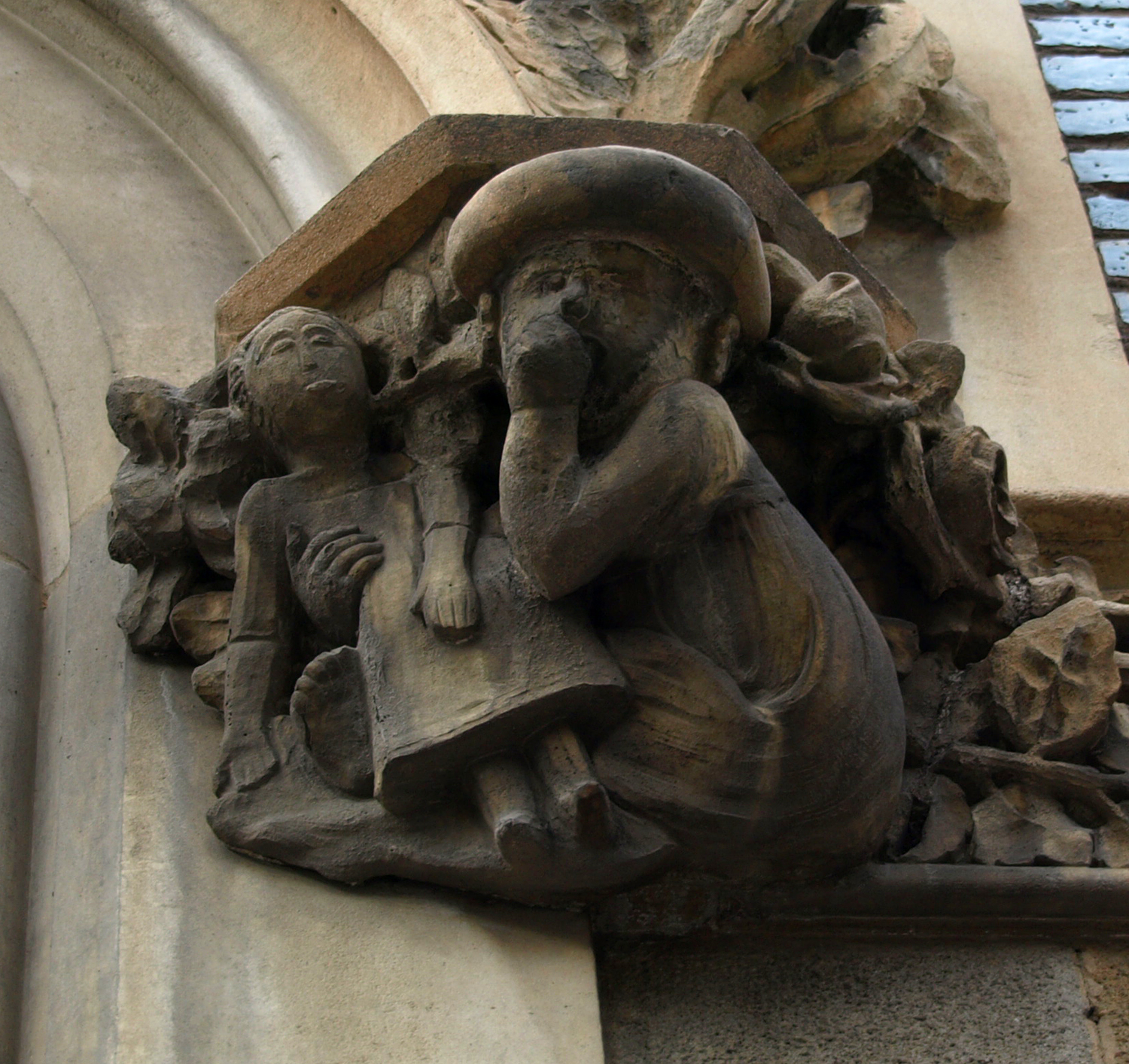
Al·legoria de la infantesa
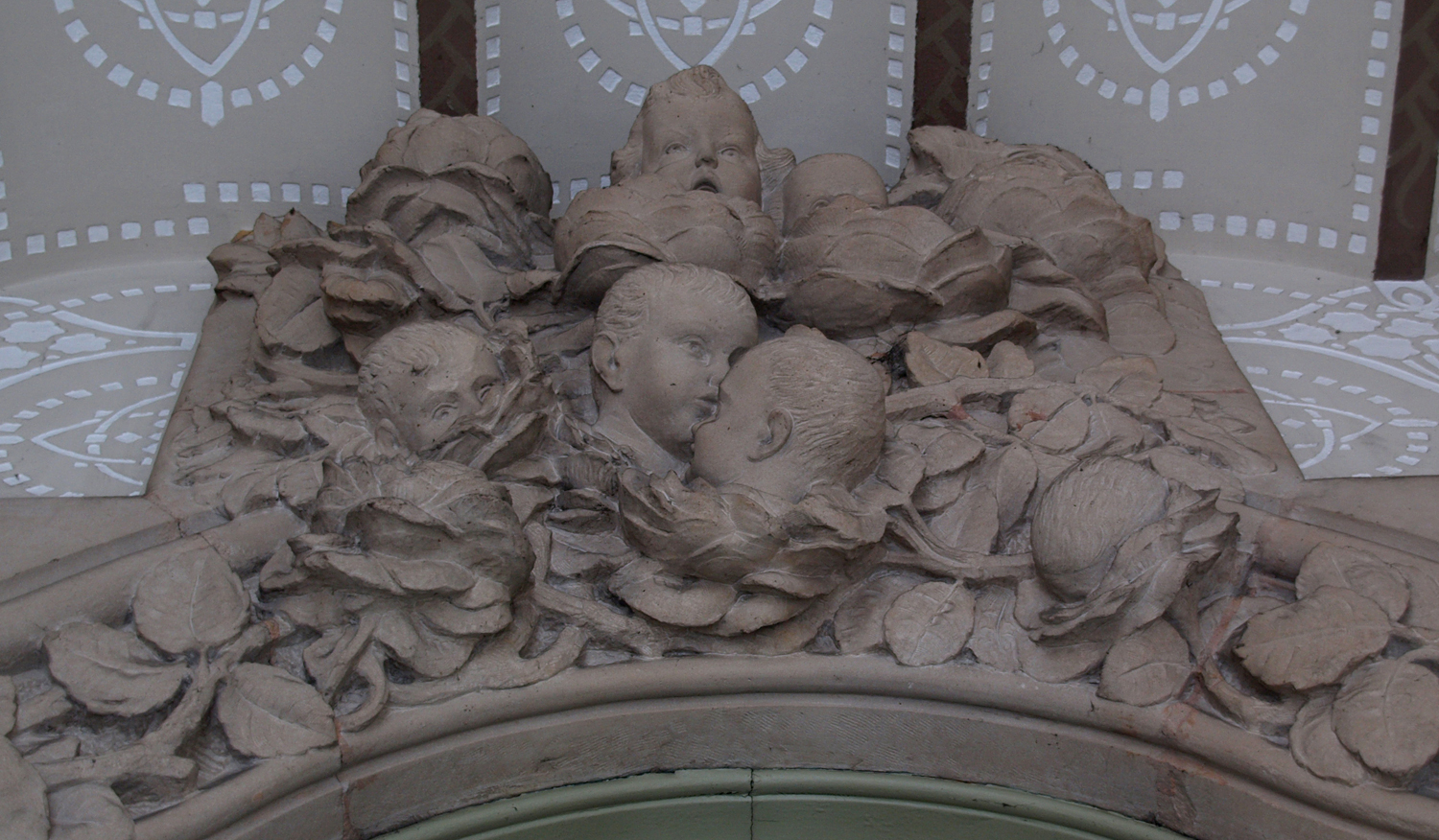
Grup escultòric a l'accés
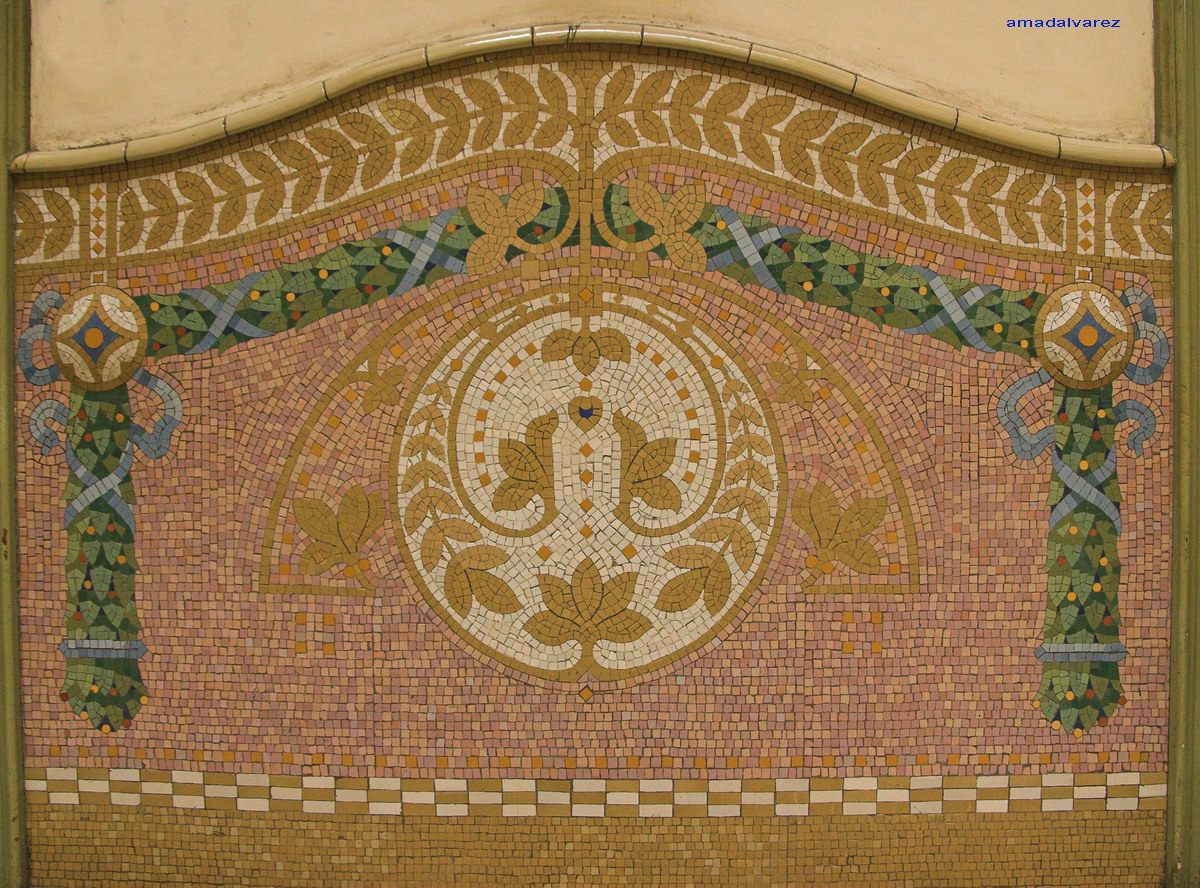
Arrambador de mosaic de Lluís Brú
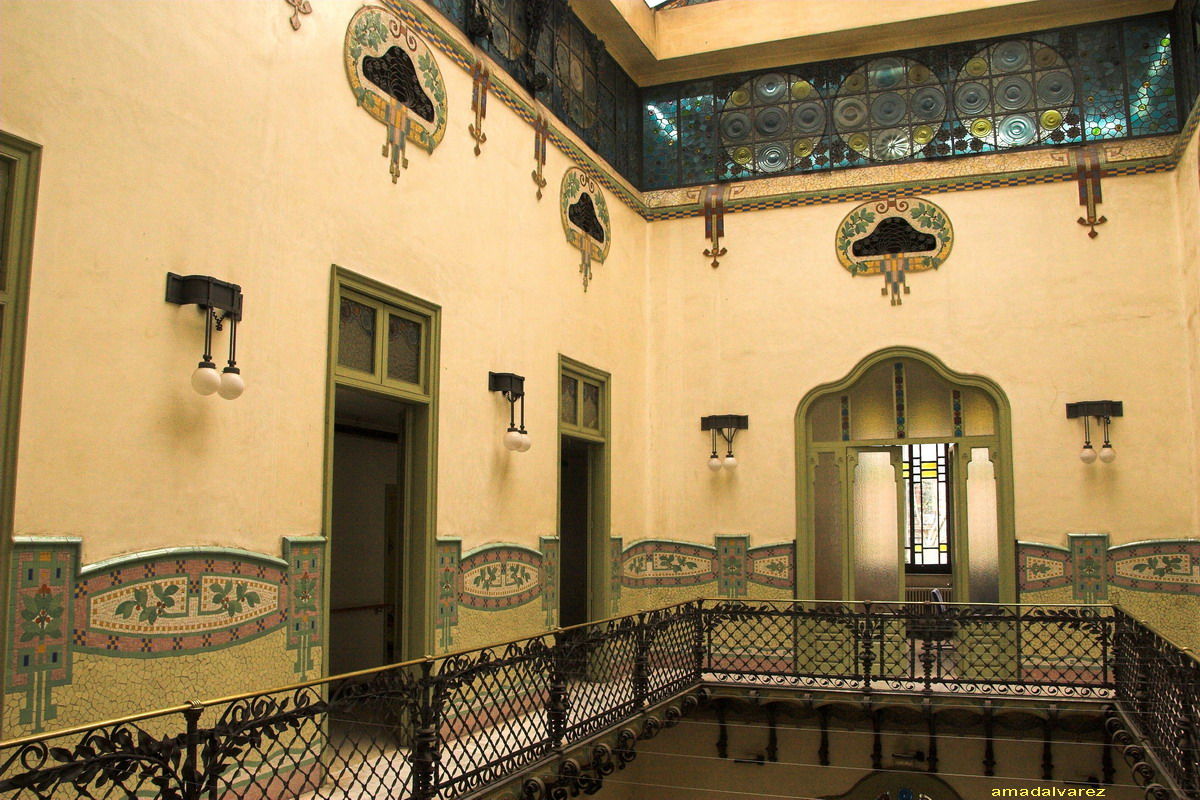
Vista de la decoració del primer pis
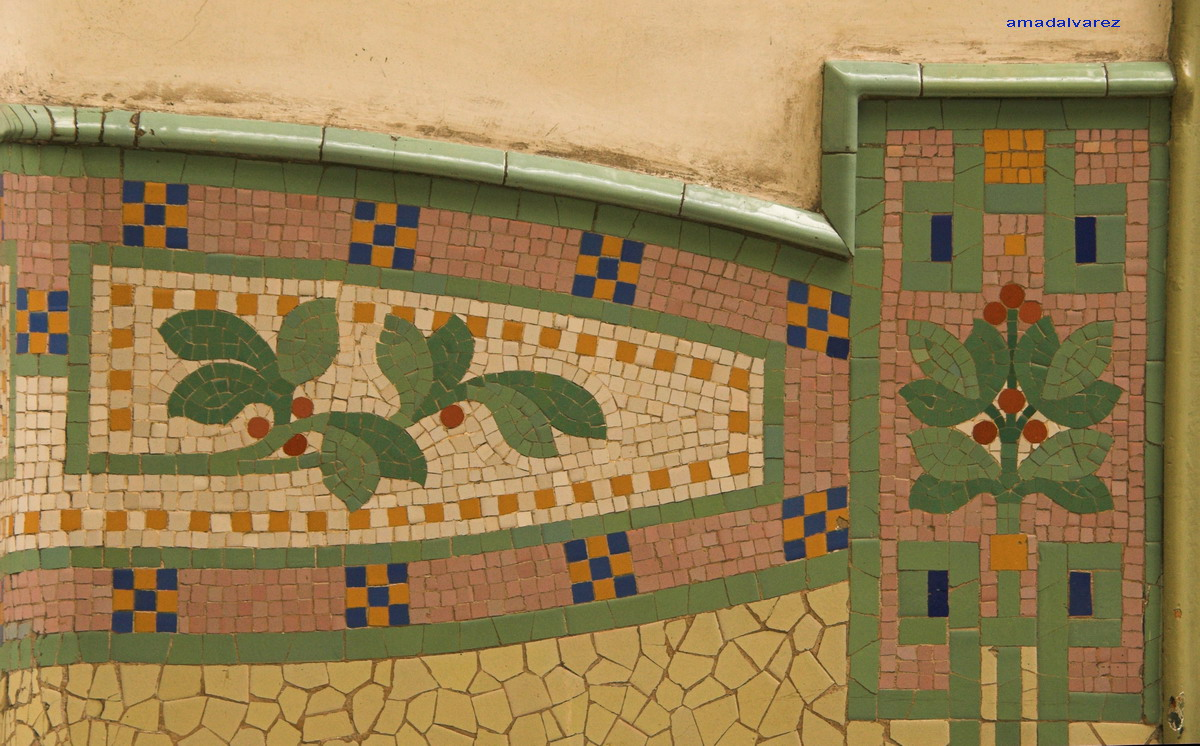
Arrambador (detall)